# Дубовица (Сабинов)
Дубовица (слч. Dubovica) насељено је мјесто са административним статусом сеоске општине (слч. obec) у округу Сабинов, у Прешовском крају, Словачка Република.

## Становништво
| Година:    | 1994. | 2004.   | 2014.   | 2024.   |
| ---------- | ----- | ------- | ------- | ------- |
| Број људи: | 1421  | 1477    | 1479    | 1430    |
| Разлика:   |       | +3,94 % | +0,13 % | -3,31 % |

| Година:    | 2023. | 2024.   |
| ---------- | ----- | ------- |
| Број људи: | 1445  | 1430    |
| Разлика:   |       | -1,03 % |

Према подацима о броју становника из 2011. године насеље је имало 1.504 становника.